# Julius von Verdy du Vernois

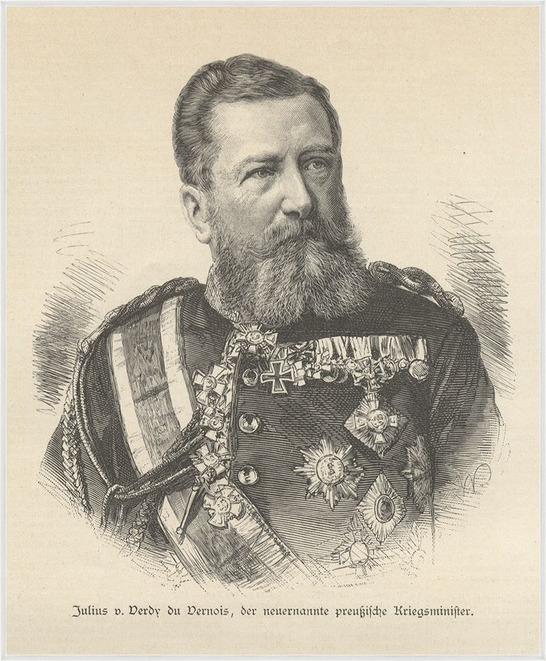
Julius von Verdy du Vernois

Adrian Friedrich Wilhelm Julius Ludwig von Verdy du Vernois (* 19. Juli 1832 in Freystadt; † 30. September 1910 in Stockholm, Schweden) war ein preußischer General der Infanterie sowie 1889/90 Kriegsminister. Bedeutung erlangte er vor allem durch seine strategischen Studien und Veröffentlichungen, die auch im Ausland große Beachtung fanden.

## Familiärer Hintergrund
Sein Großvater Adrian Maria Francois Chevalier de Verdy du Vernoy (1738–1814) war aus Frankreich über den Hof des Landgrafen von Hessen an den preußischen Hof gelangt, wo er ab 1780 als Kammerherr des Prinzen Ferdinand von Preußen, dem Bruder Friedrichs des Großen, diente. Er hatte mehrere genealogische Schriften verfasst und gehörte bereits ab 1790 der Königlich-Preußischen Akademie der Wissenschaften an. Ebenfalls 1790 heiratete er Freiin Charlotte von Keller (1760–1807), deren Vater Johann Georg Wilhelm von Keller erst nach dem Siebenjährigen Krieg für Verdienste in den Freiherrenstand erhoben worden war. Im darauf folgenden Jahr kam als einziges Kind Adrian Friedrich Wilhelm Ferdinand Louis (1791–1855) zur Welt. Die enge Verbindung der Familie zum Haus Hohenzollern wird daraus deutlich, dass der Taufe des Kindes als Paten unter anderen König Friedrich Wilhelm II. sowie Prinz Ferdinand und Gemahlin beiwohnten. 1813 trat Louis als freiwilliger Jäger in die Garde-Volontair-Eskadron ein und erwarb das Eiserne Kreuz in den Befreiungskriegen. Danach diente er als Offizier im 8. Ulanenregiment und später als Lehrer an der Schule der 16. Division in Koblenz, wo er seine spätere Frau Gertrud Münzel (1795–1870) kennenlernte. Die Familie Münzel stand seit mehreren Generationen als Förster, Jäger und Bauern in kurfürstlich trierischen Diensten. Die Eheschließung dürfte, wenn sie nicht gerade als Mesalliance angesehen wurde, einiges Aufsehen erregt haben. 1837 nahm Louis als charakterisierter Major den Abschied aus dem 3. Ulanenregiment und lebte in ärmlichsten Verhältnissen. Erst 1845 erhielt er vom preußischen König eine höhere Pension. Nach der Verabschiedung schrieb er zahlreiche militärische Werke.

## Leben
Vielleicht wegen der angespannten finanziellen Situation wurde das einzige Kind dieser Ehe, Julius, 1844 zur schulischen Ausbildung in die Kadettenhäuser in Potsdam, später Berlin geschickt. Nach dem Abschluss trat er am 27. April 1850 in Berlin als Sekondeleutnant in das 14. Infanterie-Regiment der Preußischen Armee ein, mit dem er im Zuge der Verlegung nach Thorn ging. Dort lernte er seine spätere Frau Luise Karoline Natalie Zimmermann (1837–1909), die Tochter des Kreisarztes und späteren Ehrenbürgers von Thorn, Carl Zimmermann, kennen. Sie heirateten am 27. September 1855, unmittelbar bevor Verdy an die Allgemeine Kriegsschule in Berlin kommandiert wurde.
Nach Abschluss des Studiums verblieb er an der Akademie, wo er zunächst von 1858 bis 1860 in der kriegsgeschichtlichen Abteilung eingesetzt wurde. Diese Verwendung prägte ihn. Er machte die Kriegsgeschichte zur Grundlage seiner eigenen Forschungen und nutzte sie als Lehrer an der Kriegsakademie, um seinen Schülern strategische und taktische Zusammenhänge zu verdeutlichen. 1860/61 wurde er in der Topographischen Abteilung des Großen Generalstabs verwendet, bevor er an den Generalstab des IV. Armee-Korps in Magdeburg versetzt wurde. Von dort wurde er vom 2. Februar 1863 bis zum 26. Oktober 1865 zum Hauptquartier der russischen Truppen in Warschau kommandiert, worüber er später seine Erinnerungen in Buchform veröffentlichte. Wegen seiner offenbar guten Leistungen lud der russische Zar ihn und seine Frau nach Sankt Petersburg und Moskau ein.
Nach seiner Rückkehr nach Preußen wurde er auf eine Reise durch Süddeutschland geschickt, um Erkenntnisse über den Stand der Kriegsvorbereitung und Kriegstüchtigkeit dieser Gebiete zu sammeln. Diese Reise stand in offensichtlichem Zusammenhang mit dem kurz danach ausbrechenden Krieg von 1866. Seine Berichte sollen so hervorragend gewesen sein, dass er zum mündlichen Vortrag beim König befohlen wurde. Bereits zu dieser Zeit war er Moltke aufgefallen, der sich künftig für ihn einsetzte und ihn förderte. Den Krieg gegen Österreich (1866) machte er als Major im Stab der 2. Armee unter Führung des Kronprinzen mit. In dieser Zeit erwarb er sich das Vertrauen und die Freundschaft des späteren 99-Tage-Kaisers.
Nach dem Krieg erhielt er den Auftrag, das Generalstabswerk über diesen Krieg zu verfassen. Im Krieg 1870, inzwischen zum Oberstleutnant befördert, war er der jüngste Abteilungschef im Großen Hauptquartier. Nach diesem Krieg war er zunächst Chef des Generalstabes beim I. Armee-Korps in Königsberg und widmete sich dann wieder der Arbeit als Lehrer an der Kriegsakademie und im Großen Generalstab. Unter anderem fallen in diese Zeit seine Schriften über die Truppenführung und das Kriegsspiel. Ebenfalls in diese Zeit fällt die Geburt seines einzigen Kindes, Adrian Karl Friedrich von Verdy du Vernois (1873–1952). Er schlug ebenfalls die Offizierslaufbahn ein, war zuletzt Oberleutnant und wurde schließlich außerordentlicher Gesandter und Minister.
Um Erfahrungen im praktischen Dienst sammeln zu können, wurde er 1877 als Generalmajor Kommandeur der 62. Infanterie-Brigade in Straßburg im Elsass. Von 1879 bis 1883 war er Direktor des Allgemeinen Kriegsdepartements im Kriegsministerium und wurde in der Zwischenzeit am 15. November 1881 zum Generalleutnant befördert. Danach übernahm er die 1. Division in Königsberg. Dort diente der spätere Generalfeldmarschall und Reichspräsident Paul von Hindenburg als Generalstabsoffizier unter ihm. 1887 kehrte er als Gouverneur nach Straßburg zurück, wo er sich unter anderem um den weiteren Ausbau der Festungsanlagen bis 1889 kümmerte und am 23. April 1888 zum General der Infanterie befördert wurde.
Am 8. April 1889 wurde er auf Veranlassung seines Kameraden aus Kadettenzeiten, des Grafen Alfred von Waldersee, zum preußischen Staats- und Kriegsminister berufen. Obwohl er diese Stellung nur eineinhalb Jahre innehatte, fielen in diese Zeit die Neuaufstellungen des XVI. und XVII. Armee-Korps, sowie der Infanterie-Regimenter Nr. 140 bis Nr. 145, der Feldartillerie-Regimenter Nr. 33 bis Nr. 36 und der Eisenbahn-Brigade. Zeitgleich fungierte er ab 13. April 1889 auch als Bevollmächtigter zum Bundesrat, Vorsitzender des Ausschusses für das Landheer und die Festungen sowie als Chef der Direktion des Großen Militärwaisenhauses. Am 4. Oktober 1890 wurde er auf eigenes Gesuch hin mit nur 58 Lebensjahren, jedoch 40 Dienstjahren, durch Wilhelm II. mit Pension zur Disposition gestellt und zum Chef des Infanterie-Regiments „Graf Schwerin“ (3. Pommersches) Nr. 14 ernannt.

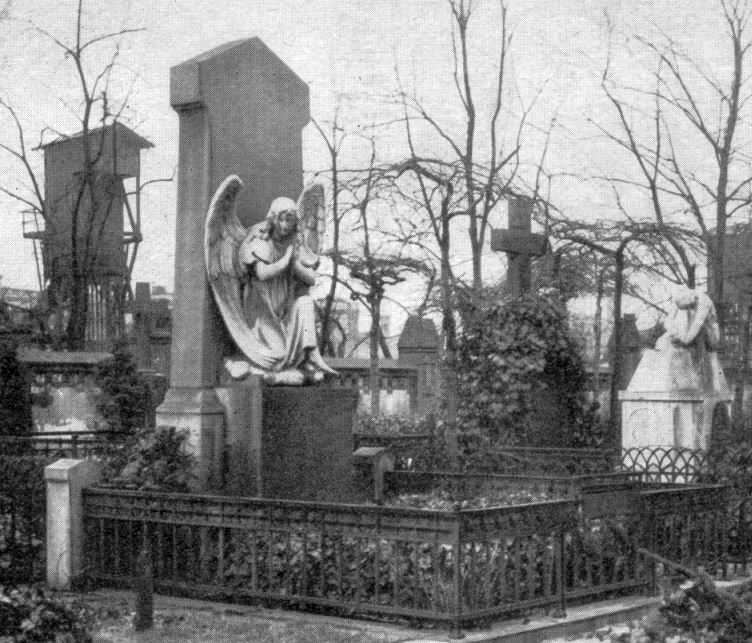
Grabmal Verdy du Vernois (1925)

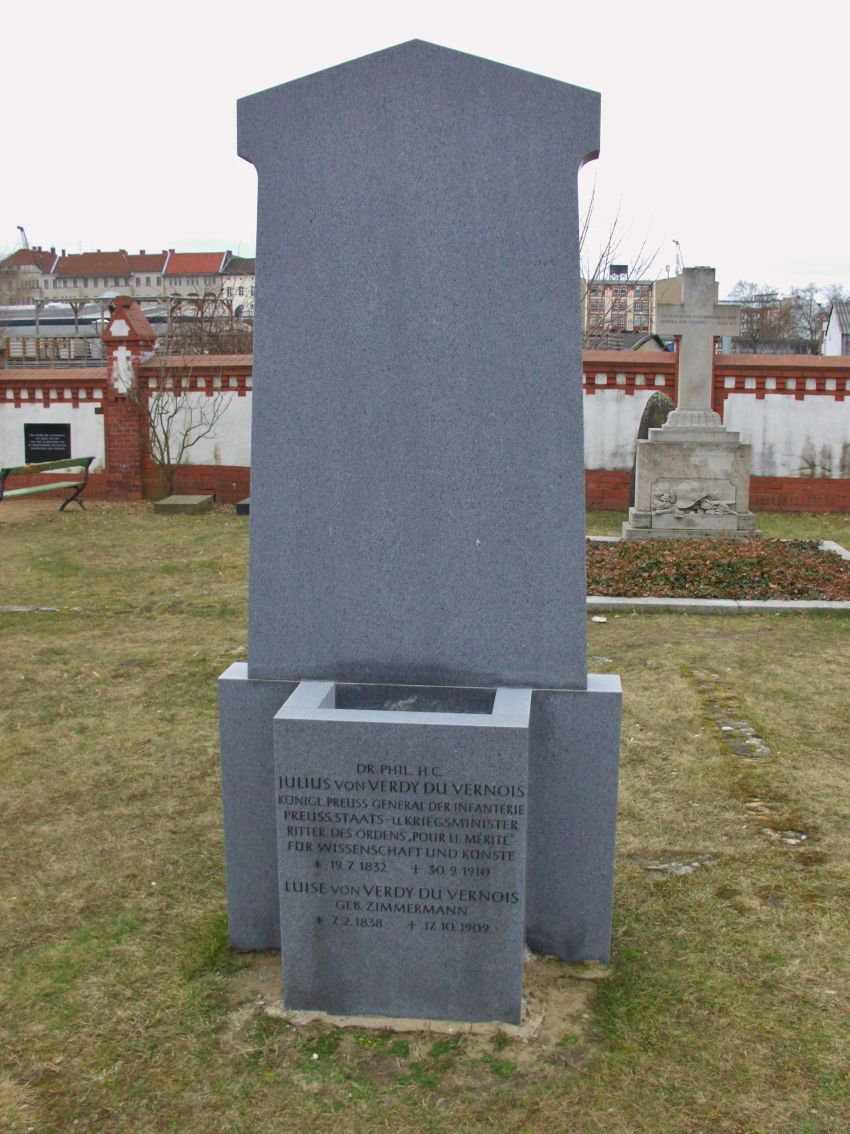
Grab von Julius und Luise von Verdy du Vernois (Zustand 2013)

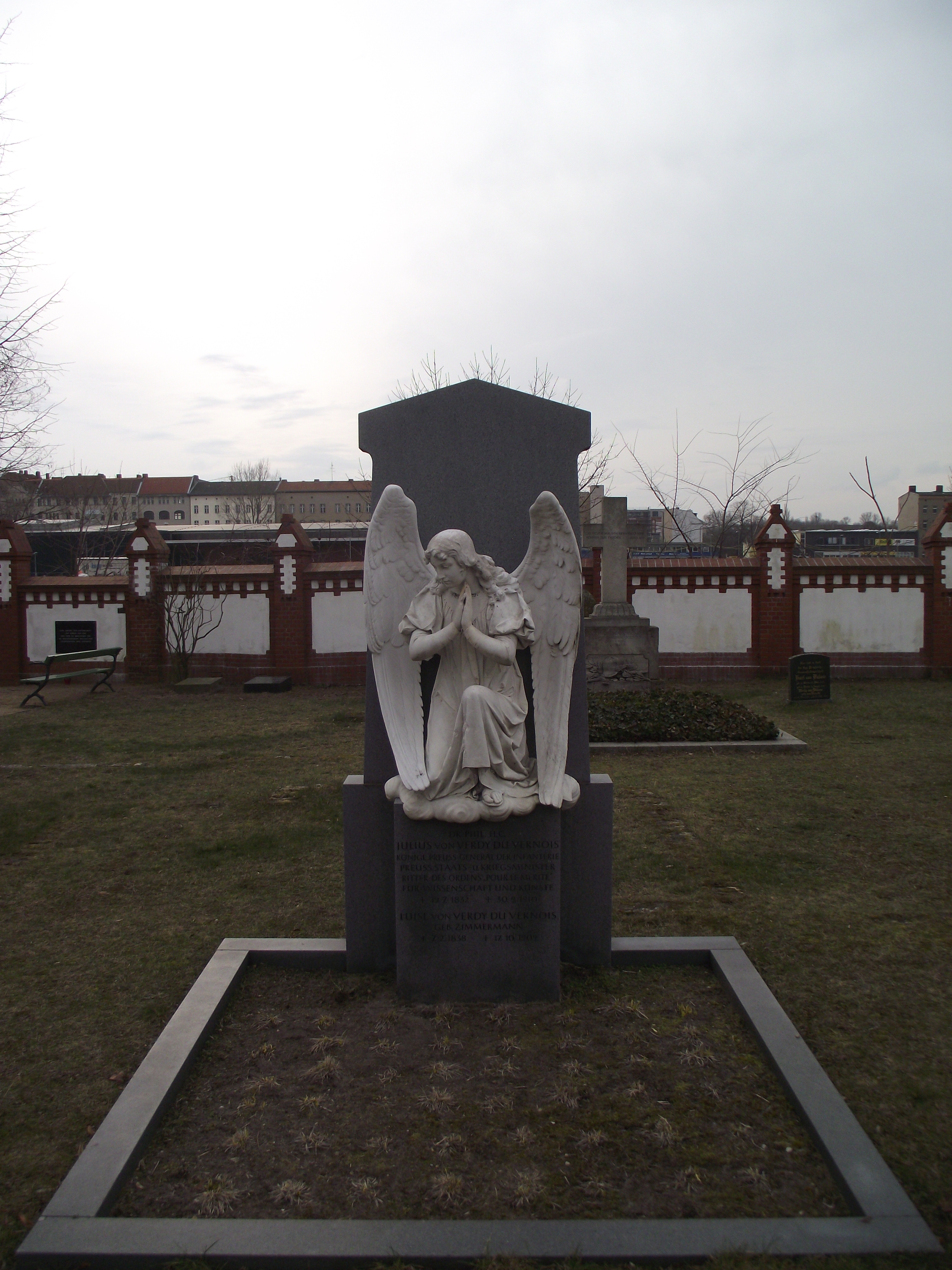
Grab von Julius und Luise von Verdy du Vernois mit restauriertem Engel am 29. Februar 2016

Im Ruhestand verfasste er seine auch im Ausland viel beachteten Schriften zu Strategie und Taktik und verschiedene Erinnerungen an die Stationen seines Lebens. Während eines Besuchs bei seinem Sohn, der in Stockholm als Legationsrat an der deutschen Botschaft tätig war, starb er am 30. September 1910 an einer Lungenentzündung, nur ein Jahr nach dem Tode seiner Frau. Die international anerkannte hohe Bedeutung wurde auch durch den Trauerkondukt durch Stockholm deutlich. Unter Begleitung eines schwedischen Garde-Regiments folgte seinem von Offizieren getragenen Sarg, dem seine Ordenskissen vorangetragen wurden, ein zahlreiches Geleit schwedischer Würdenträger. Er fand seine letzte Ruhe neben seiner Frau auf dem Invalidenfriedhof in Berlin. Seine Grabstelle ist im Jahre 2012 wiederhergestellt worden.

## Auszeichnungen
Am 1. August 1891 wurde ihm der Orden Pour le mérite für Wissenschaft und Künste verliehen. Nach Moltke war Verdy damit der zweite Offizier, der sowohl die militärische wie die zivile Klasse dieser hohen Auszeichnung verliehen bekam.
1894 verlieh ihm die Albertina in Königsberg die Ehrendoktorwürde ihrer philosophischen Fakultät. 
Daneben war Verdy Inhaber zahlreicher höchster Orden. So wurde ihm u. a. das Großkreuz des Friedrichs-Ordens (4. Dezember 1879), des Albrechts-Ordens (7. Oktober 1882), des Roten Adlerordens mit Eichenlaub und Schwertern am Ringe (23. März 1890), des Bayerischen Militärverdienstordens (10. November 1890) sowie des Ordens der Wendischen Krone (20. Dezember 1897) verliehen. Anlässlich der Hundertjahrfeier des Kriegsministeriums wurde er am 1. März 1909 mit dem Verdienstorden der Preußischen Krone ausgezeichnet.

## Bewertung
Verdy war bekannt für seine fesselnde und interessante Art, Vorträge und Unterrichte zu halten. Neben den militärischen Schriften, durch die er seine herausragende Bedeutung gewann, verfasste er auch historische Erzählungen und Bühnenstücke. Seine wirkliche Bedeutung hat er aber durch seine strategischen und taktischen Studien gewonnen, von denen auch Gustav Freytag tief beeindruckt war. Marschall Ferdinand Foch, der Oberkommandierende der französischen Streitkräfte im Ersten Weltkrieg, führte seine „objektive Methode der Strategie“ und seine Erfolge im Ersten Weltkrieg auf das Studium der Schriften Verdys zurück. Der deutsche Militärschriftsteller General Wilhelm von Blume hielt ihn postum nach seiner geistigen Veranlagung für den berufensten Nachfolger Moltkes.
Bis heute wirkt Verdy du Vernois durch seine Kriegsspiele und seine theoretischen Überlegungen zu dieser Ausbildungsmethode. Es gibt kaum eine Veröffentlichung zu diesem Themenkreis, in der er nicht erwähnt wird.

## Werke
- Studien über Truppen-Führung. Berlin 1873–1875.
- Kriegsgeschichtliche Studien nach der applikatorischen Methode.  Heft I, Taktische Details aus der Schlacht von Custoza am 24. Juni 1866. Berlin 1876.
- Beitrag zu den Kavallerie-Uebungs-Reisen. Berlin 1876.
- Beitrag zum Kriegsspiel. Berlin 1876.
- Über Praktische Felddienst-Aufgaben. Berlin 1889.
- Studien über den Krieg. Auf Grundlage des deutsch-französischen Krieges 1870/71. Berlin 1891.
- Im Großen Hauptquartier 1870/71. Persönliche Erinnerungen. Berlin 1894, 3. Auflage. E.S. Mittler & Sohn. Berlin 1896.
- Studien über Felddienst. Neu bearbeitet auf Grund der Felddienst-Ordnung vom 20. Juli 1894. Berlin 1895.
- Im Hauptquartier der Zweiten Armee 1866 unter dem Oberbefehl Seiner Königlichen Hoheit des Kronprinzen Friedrich Wilhelm v. Preußen. Berlin 1900.
- Im Hauptquartier der Russischen Armee in Polen 1863–1865. Berlin 1905.
- Grenz-Detachements. Berlin 1908.